# Nueva Libertad, Ocosingo
Nueva Libertad är en ort i Mexiko.   Den ligger i kommunen Ocosingo och delstaten Chiapas, i den sydöstra delen av landet, 800 km öster om huvudstaden Mexico City. Nueva Libertad ligger 985 meter över havet och antalet invånare är 129.
Terrängen runt Nueva Libertad är huvudsakligen kuperad, men åt nordväst är den bergig. Terrängen runt Nueva Libertad sluttar österut. Runt Nueva Libertad är det glesbefolkat, med 16 invånare per kvadratkilometer. Närmaste större samhälle är Ocosingo, 5,4 km norr om Nueva Libertad. Omgivningarna runt Nueva Libertad är en mosaik av jordbruksmark och naturlig växtlighet.